# Josef Fitzthum
Josef Joschi Fitzthum (Loimersdorf, 14 september 1896 - Wiener Neudorf, 10 januari 1945) was een Duitse officier en SS-Gruppenführer en Generalleutnant in de Waffen-SS en de politie tijdens de Tweede Wereldoorlog. Hij was bijzonder gevolmachtigde van de Reichsführer-SS voor Albanië. Hij was eveneens parlementslid voor de NSDAP in de Rijksdag.

## Leven
Op 14 september 1896 werd Josef Fitzthum in Loimersdorf geboren. Hij was de zoon van de (k.u.k.) beheerder Josef Fitzthum en zijn vrouw Elisabeth Bäumle. Beiden waren afkomstig uit Mogolzen, Bischofteinitz (West-Bohemen). Hij ging naar de basisschool, oberrealschule en de universiteit. Van 15 mei 1915 tot 18 augustus 1916 studeerde  Fitzthum aan de k. u. k. techn. Militär - Akademie Mödling in Wenen. Hij zat in de afdeling Genie.

### Eerste Wereldoorlog
Vanaf augustus 1916 nam hij als Leutnant in het 3e regiment van de Tiroler Kaiserjäger aan de Eerste Wereldoorlog deel. Op 1 augustus 1917 werd Fitzthum bevorderd tot Oberleutnant.
Van 1 mei 1918 tot 31 augustus 1918 volgde hij een Fliegerausbildung  (vliegeropleiding) aan de Fliegerschule Wiener-Neustadt, waarna Fitzthum geplaatst werd bij het Flieger-Beobachter Kie 7.
Midden januari 1919 volgde zijn ontslag uit het leger. Op 31 januari 1919 werd Fitzthum als Oberleutnant der Reserve in rust gezet.

### Interbellum
Hij ging daarna werken in overheidsdienst. Van 1 april 1920 tot 30 april 1920 werkte Fitzthum bij de Weense houtfirma, waarna hij als secretaris werkte bij de Staatlichen Wiener Kunstgewerbeschule. Deze functie vervulde hij van 1 mei 1923 tot 5 augustus 1933.
Op 3 augustus 1930 werd Fitzthum lid van de Nationaalsocialistische Duitse Arbeiderspartij. Hierna werd hij op 5 april 1932 lid van de Schutzstaffel, waarna Fitzthum geplaatst werd bij de 11.SS-Standarte. Op 15 juli 1932 werd hij bevorderd tot SS-Truppführer. Hij leidde de Standarte vanaf september 1932 zelf.
Op 18 december 1932 was de SS-Sturmbannführer Fitzthum als leider van de Weense SS-Standarte betrokken bij een traangasaanval op het Kaufhaus Gerngross in Wenen. Daarvoor werd hij in maart 1933 gearresteerd en tot 2,5 jaar gevangenisstraf veroordeeld.
Hij werd geïnterneerd in een detentiekamp (onder meer in de Kaisersteinbruch en Wöllersdorf), waaruit hij tweemaal bevrijd werd door SS-eenheden. Op 18 oktober 1936 werd hem zijn staatsburgerschap van Oostenrijk ontnomen, hij werd daarna vanaf maart 1936 een fulltime SS-Führer in het Duitse Rijk. Op 25 september 1932 werd Fitzthum bevorderd tot SS-Sturmbannführer.
Van 13 februari 1934 tot 8 april 1934 was Fitzthum Sonderbeauftrager des RF SS Wien (vrije vertaling: bijzonder gevolmachtigde voor de RF SS Wenen). Na deze functie werd hij op 7 maart 1936 geplaatst bij de SS Sammelstelle (vrije vertaling: SS Verzamelplaats). Op 7 maart 1936 werd hij bevorderd tot SS-Standartenführer.
Aanvankelijk was hij vanaf mei 1936 bij de II.Sturmbann/SS-Standarte "Germania", en voerde van 1 januari 1937 tot 30 september 1937 de 58.SS-Standarte aan, met residentie in Keulen. Hierna werd Fitzthum in het SD-Hauptamt geplaatst.
Fitzthum was vanaf 1937 getrouwd, het echtpaar kreeg twee kinderen.
Na de Anschluss van Oostenrijk, was hij vanaf 12 maart 1938 plaatsvervangend hoofdcommissaris van Wenen, totdat hij in maart 1940 werd ontslagen wegens corruptie in de loop van de ariseringsactiviteiten.
Op 12 maart 1938 werd hij bevorderd tot SS-Oberführer. Vanaf 10 april 1938 zat Fitzthum als parlementslid voor de NSDAP in de Rijksdag.

### Tweede Wereldoorlog
In 1940 werd hij overgeplaatst naar de Waffen-SS, en werd benoemd tot commandant van de 9.SS-Totenkopf Standarte. In 1941 werd Fitzthum als SS-Sturmbannführer, eerst als compagniecommandant en later als bataljonscommandant ingezet aan het Oostfront. Hierna werd Fitzthum in 1941 overgeplaatst naar het Reichsministerium des Innern in Berlijn. Daar behandelde hij speciale taken in het Hauptamt van de Ordnungspolizei in het Rijksministerie van Binnenlandse Zaken.
Vanaf 16 april 1942 tot 30 november 1943 was Fitzthum bezig met het oprichten van de Nederlandse (SS Freiwillige Niederlande) - en Vlaamse (SS Freiwillige Flandern) vrijwillige Waffen-SS eenheden.
Op 30 oktober 1943 werd Fitzthum bevorderd tot SS-Brigadeführer en Generalmajor in de Waffen-SS en de politie.
Hij werd door de Reichsführer-SS Heinrich Himmler benoemd tot gemachtigde voor Albanië, met zijn residentie in Tirana.
Vanaf april 1944 tot juni 1944 was Fitzthu commandant van de 21. Waffen-Gebirgs-Division der SS Skanderbeg (albanische Nr. 1). Hierna was hij commandant van de 18. SS-Freiwilligen-Panzergrenadier-Division Horst Wessel.
Op 10 januari 1945 kwam Fitzthum tijdens een dienstreis om het leven bij een auto-ongeluk in Wiener Neudorf. Het graf van Fitzthum op het Grinzinger Friedhof in Wenen, werd in 1945 verworven door het Kulturamt van Wenen, en gewijd voor de duur van de begraafplaats.

## Militaire carrière
Fitzthum bekleedde verschillende rangen in zowel de Allgemeine-SS als Waffen-SS. De volgende tabel laat zien dat de bevorderingen niet synchroon liepen.
| Datum                                             | Oostenrijks-Hongaars leger | Österreichische Volkswehr | Allgemeine-SS          | Waffen-SS                                     | Wenen                   | NSDAP                       |
| ------------------------------------------------- | -------------------------- | ------------------------- | ---------------------- | --------------------------------------------- | ----------------------- | --------------------------- |
| 18 augustus 1916                                  | K.u.K. Leutnant            | —                         | —                      | —                                             | —                       | —                           |
| 1 augustus 1917                                   | K.u.K. Oberleutnant        | —                         | —                      | —                                             | —                       | —                           |
| 31 januari 1919                                   | —                          | Oberleutnant der Reserve  | —                      | —                                             | —                       | —                           |
|                                                   | —                          | Hauptmann der Reserve     | —                      | —                                             | —                       | —                           |
| 15 juli 1932                                      | —                          | —                         | SS-Truppführer         | —                                             | —                       | —                           |
| 25 september 1932                                 | —                          | —                         | SS-Sturmbannführer     | —                                             | —                       | —                           |
| 9 november 1933                                   | —                          | —                         | SS-Obersturmbannführer | —                                             | —                       | —                           |
| 7 maart 1936                                      | —                          | —                         | SS-Standartenführer    | —                                             | —                       | —                           |
| 12 maart 1938                                     | —                          | —                         | SS-Oberführer          | —                                             | —                       | —                           |
| 15 maart 1938                                     | —                          | —                         | —                      | —                                             | Regierungsdirektor      | —                           |
| 1 september 1938                                  | —                          | —                         | —                      | —                                             | —                       | Ortsgruppenleiter der NSDAP |
| 3 mei 1939                                        | —                          | —                         | —                      | —                                             | Ratsherr der Stadt Wien | —                           |
| 31 maart 1940                                     | —                          | —                         | —                      | —                                             | —                       | Gauredner der NSDAP         |
| 1 april 1940                                      | —                          | —                         | —                      | SS-Hauptsturmführer der Reserve (W-SS)        | —                       | —                           |
| 30 januari 1941                                   | —                          | —                         | —                      | SS-Sturmbannführer der Reserve (W-SS)         | —                       | —                           |
| 20 april 1942 (met RDA van 1 april 1942)          | —                          | —                         | —                      | SS-Obersturmbannführer der Reserve (W-SS)     | —                       | —                           |
| 9 november 1942 (met ingang van 1 september 1942) | —                          | —                         | —                      | SS-Standartenführer der Reserve (W-SS)        | —                       | —                           |
| 30 oktober 1943                                   | —                          | —                         | SS-Brigadeführer       | Generalmajor in de Waffen-SS en de politie    | —                       | —                           |
| 1 augustus 1944                                   | —                          | —                         | SS-Gruppenführer       | Generalleutnant in de Waffen-SS en de politie | —                       | —                           |

## Lidmaatschapsnummers
- NSDAP-nr.: 363 169[23][24], andere bron vermeldt: 363 136[7][8] (lid geworden 3 augustus 1930[10][8])
- SS-nr.: 41 936[23][24] (lid geworden 5[10] april 1932[7][9])

## Onderscheidingen
Selectie:
- Duitse Kruis in goud op 24 augustus 1943 als SS-Standartenführer der Reserve en Commandant van het SS-Freiwilligen Legion 'Niederlande', Oostfront[6][11][26][8]
- IJzeren Kruis 1939, 1e Klasse[6][11] (7 januari 1942[26][27]) en 2e Klasse[6][11] (8 oktober 1941[26][27])
- k.u.k. Gewondenmedaille[6][8]
- Gewondeninsigne 1939 in zwart[26]
- Bloedorde[5][26] op 30 november 1939[6][9][11] (nr.2510[3][6][10])
- SS-Ehrenring[11][23][24][26] op 1 december 1937[6]
- Storminsigne van de Infanterie[11][26] in brons[6]
- Erekruis voor Frontstrijders in de Wereldoorlog[24][26] op 10 augustus 1939[6]
- Orde van de IJzeren Kroon (Oostenrijk), 3e Klasse[6] in 1916[26][22]